# Guy de Fraunberg
Veit von Fraunberg (mort le 21 janvier 1567 au château (de) de Wörth an der Donau) est le quarante-neuvième évêque de Ratisbonne et prince-évêque de la principauté épiscopale de Ratisbonne de 1563 à sa mort.

## Biographie
Veit von Fraunberg est issu de la noble famille bavaroise Fraunberg (de). Il est le beau-frère de Wiguleus Hund (de).
Il est d'abord chanoine à Freising en 1536, à Augsbourg en 1547, à Ratisbonne en 1548, à Passau en 1553 et à Salzbourg en 1554.
Son prédécesseur, Georges de Pappenheim, meurt le 10 décembre 1563, soit quelques jours après la fin du concile de Trente. Guy de Fraunberg veut imposer les réformes issues de ce concile : il prévoit le renforcement de la position de l'évêque par rapport au chapitre de chanoines, ainsi les chanoines s'opposent souvent aux changements.
D'un autre côté, il doit faire face à la montée du protestantisme.
Après avoir assisté à la Diète de 1566 à Augsbourg, l'évêque tombe malade et meurt l'année suivante. Son épitaphe le montre en magnifique tenue officielle et avec les insignes épiscopaux.